# Río Daly
El río Daly es un río en el Territorio del Norte de Australia. El asentamiento en el río se centra en la comunidad aborigen de Nauiyu, originalmente el sitio de una misión católica, así como en la propia ciudad de Daly River, en el cruce del río unos pocos kilómetros al sur. El río Daly es parte de la cuenca de captación de Daly que fluye desde el norte del Territorio del Norte hasta el centro del Territorio del Norte.
El río Daly fluye 354 kilómetros (220 mi) desde la confluencia del río Flora y el río Katherine hasta su desembocadura en el mar de Timor. Boyle Travers Finniss nombró al río en honor a Sir Dominick Daly, gobernador de Australia Meridional.

## Cuenca
La cuenca del río Daly es una biorregión australiana provisional que comprende un área de 2 092 229 hectáreas (5 170 010 acres) del centro de la tierra de Arnhem en el extremo superior del Territorio del Norte.
La biorregión incluye llanuras suavemente onduladas con remanentes dispersos de mesetas bajas y algunas colinas rocosas y gargantas a lo largo de su borde occidental. La vegetación dominante es Eucalyptus miniata y bosques abiertos de corteza fibrosa. Los usos de la tierra incluyen el pastoreo extensivo, la horticultura intensiva y el turismo. También hay áreas de tierra aborigen. El principal centro de población es la ciudad de Katherine.
El río Daly alberga más especies de tortugas de agua dulce que cualquier otro lugar de Australia.